# Bisdom Kabale

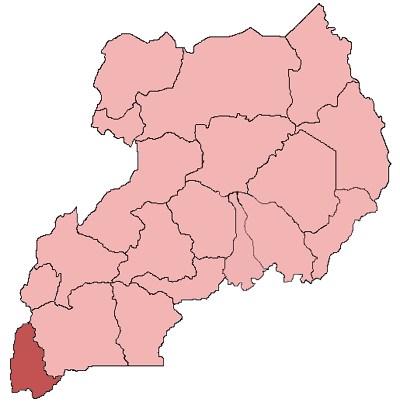
Het bisdom Kabale binnen Oeganda

Het bisdom Kabale (Latijn: Dioecesis Kabalena) is een rooms-katholiek bisdom met als zetel Kabale in het zuidwesten van Oeganda. Het is een suffragaan bisdom van het aartsbisdom Mbarara. Het bisdom werd opgericht in 1966. De hoofdkerk is Our Lady of Good Shepherd Cathedral.
In 2019 telde het bisdom 33 parochies. Het bisdom heeft een oppervlakte van 5.330 km². Het telde in 2019 1.921.000 inwoners waarvan 45,7% rooms-katholiek was. 

## Bisschoppen
- Barnabas Rugwizangonga Halem 'Imana (1969-1994)
- Robert Marie Gay, M.Afr. (1996-2003)
- Callistus Rubaramira, (2003-)